# Euthalia baliensis
Euthalia baliensis är en fjärilsart som beskrevs av Jurriaanse och Volbeda 1924. Euthalia baliensis ingår i släktet Euthalia och familjen praktfjärilar. Inga underarter finns listade i Catalogue of Life.